# Esperando el impacto
«Esperando el impacto» es un tema del álbum Testosterona de la Banda Bersuit. El Hit fue lanzado en septiembre de 2006, la canción es cantada por Daniel Alberto Suárez (corista de la banda), este hit alcanzó los primeros lugares en los principales rankings Argentinos y de Latinoamérica.
- Datos: Q5840175